# Polska Superliga Tenisa Stołowego 2011/2012
Superliga Tenisa Stołowego 2011/2012 – edycja rozgrywek pierwszego poziomu ligowego w Polsce. Brało w niej udział 10 drużyn, grając systemem kołowym. Sezon rozpoczął się 6 września 2011 roku. Cztery czołowe drużyny w tabeli po sezonie zasadniczym brały udział w meczach play-off o tytuł mistrza kraju natomiast drużyny z miejsca 9 i 10 zostały zdegradowane do niższej ligi.
Złoty medal Mistrzostw Polski wywalczył zespół Bogorii Grodzisk Mazowiecki, srebrny ZKS Drzonków, a brązowy otrzymały AZS Politechnika Rzeszów i Silesia Miechowice. Do niższej ligi zostały zdegradowane Pogoń Lębork oraz Odra Miękinia.

## Drużyny
| Nazwa drużyny                                 | Skrót | Miejsce w poprzednim sezonie |
| --------------------------------------------- | ----- | ---------------------------- |
| ASTS OLIMPIA-UNIA Grudziądz                   | GRU   | 1                            |
| KS BOGORIA Grodzisk Mazowiecki                | GRA   | 2                            |
| GKS GORZOVIA ROMUS Gorzów Wlkp.               | GOR   | 3                            |
| POLTAREX POGOŃ Lębork                         | LĘB   | 3                            |
| MLKS OSTRÓDZIANKA CONDOHOTELS MORLINY Ostróda | OST   | 5                            |
| SPAR AZS Politechnika Rzeszów                 | RZE   | 6                            |
| ZKS Drzonków                                  | DRZ   | 7                            |
| ARMADA BTTS SILESIA Miechowice                | MCH   | 9                            |
| LKS ODRA ROEBEN Miękinia                      | MIĘ   | Awans z I ligi               |
| UKTS ALFA BANK SPÓŁDZIELCZY Radzyń Podlaski   | RAP   | Awans z I ligi               |

## Tabela (sezon zasadniczy)
| Poz. | Drużyna                        | M  | Z  | P  | Pojedynki | Punkty |
| ---- | ------------------------------ | -- | -- | -- | --------- | ------ |
| 1.   | KS Bogoria Grodzisk Mazowiecki | 18 | 16 | 2  | 50:20     | 44     |
| 2.   | ZKS Drzonków                   | 18 | 13 | 5  | 47:29     | 39     |
| 3.   | AZS Politechnika Rzeszów       | 18 | 11 | 7  | 42:29     | 33     |
| 4.   | BTTS Silesia Miechowice        | 18 | 10 | 8  | 41:35     | 31     |
| 5.   | MLKS Ostródzianka Ostróda      | 18 | 10 | 8  | 35:31     | 30     |
| 6.   | UKTS Alfa Radzyń Podlaski      | 18 | 10 | 8  | 36:35     | 29     |
| 7.   | GKS Gorzovia Gorzów Wlkp.      | 18 | 9  | 9  | 36:35     | 28     |
| 8.   | ASTS Olimpia-Unia Grudziądz    | 18 | 7  | 11 | 33:40     | 21     |
| 9.   | LKS Pogoń Lębork               | 18 | 4  | 14 | 27:48     | 13     |
| 10.  | LKS Odra Miękinia              | 18 | 0  | 18 | 9:54      | 2      |

## Wyniki
Wyniki:

### Faza grupowa
| Gospodarz / Gość   | DRZ | GOR | GRA | GRU | LĘB | MCH | MIĘ | OST | RAP | RZE |
| ------------------ | --- | --- | --- | --- | --- | --- | --- | --- | --- | --- |
| ZKS Drzonków       |     | 1:3 | 2:3 | 3:2 | 3:1 | 3:2 | 3:1 | 2:3 | 3:1 | 3:0 |
| GKS Gorzovia       | 1:3 |     | 2:3 | 3:1 | 2:3 | 3:2 | 3:1 | 3:0 | 0:3 | 1:3 |
| KS Grodzisk Maz.   | 3:1 | 3:1 |     | 3:2 | 3:0 | 3:0 | 3:0 | 3:0 | 3:0 | 3:1 |
| UNIA Grudziądz     | 1:3 | 1:3 | 1:3 |     | 3:0 | 3:2 | 3:0 | 3:0 | 1:3 | 2:3 |
| Pogoń Lębork       | 1:3 | 2:3 | 1:3 | 2:3 |     | 1:3 | 3:0 | 1:3 | 2:3 | 3:2 |
| Silesia Miechowice | 1:3 | 3:2 | 2:3 | 3:0 | 3:2 |     | 3:1 | 3:0 | 3:1 | 3:2 |
| LKS Miękinia       | 0:3 | 0:3 | 0:3 | 1:3 | 2:3 | 0:3 |     | 2:3 | 0:3 | 0:3 |
| MLKS Ostróda       | 2:3 | 3:0 | 3:1 | 3:0 | 3:1 | 3:0 | 3:0 |     | 1:3 | 2:3 |
| UKTS Radzyń Podl.  | 3:2 | 0:3 | 3:1 | 2:3 | 3:1 | 3:2 | 3:1 | 0:3 |     | 0:3 |
| AZS Rzeszów        | 1:3 | 3:0 | 1:3 | 3:1 | 3:0 | 2:3 | 3:0 | 3:0 | 3:2 |     |

### Półfinały
| Drużyna                        | Wyniki  | Drużyna                        |
| ------------------------------ | ------- | ------------------------------ |
| ARMADA BTTS SILESIA Miechowice | 1:3     | KS BOGORIA Grodzisk Mazowiecki |
| SPAR AZS Politechnika Rzeszów  | 2:3 0:3 | ZKS Drzonków                   |

### Finał
| Drużyna      | Wyniki      | Drużyna                        |
| ------------ | ----------- | ------------------------------ |
| ZKS Drzonków | 3:1 0:3 2:3 | KS BOGORIA Grodzisk Mazowiecki |

## Medaliści
| Lp. | Drużyna                        | Skład                                                         |
| --- | ------------------------------ | ------------------------------------------------------------- |
| 1.  | KS Bogoria Grodzisk Mazowiecki | Daniel Górak, Wang Zeng Yi, Robert Floras                     |
| 2.  | ZKS Drzonków                   | Lucjan Błaszczyk, Daniel Bąk, Yi Lei                          |
| 3.  | AZS Politechnika Rzeszów       | Tomasz Lewandowski, Paweł Chmiel, Pawel Platonov              |
| 3.  | BBTS Silesia Miechowice        | Wang Chen, Jarosław Tomicki, Martin Pavlica, Grzegorz Iwaniuk |